# العلاقات السويسرية المالطية
العلاقات السويسرية المالطية هي العلاقات الثنائية التي تجمع بين سويسرا ومالطا.

## مقارنة بين البلدين
هذه مقارنة عامة ومرجعية للدولتين:
| وجه المقارنة                                              | سويسرا                                                                                      | مالطا                                                     |
| --------------------------------------------------------- | ------------------------------------------------------------------------------------------- | --------------------------------------------------------- |
| المساحة (كم2)                                             | 41.28 ألف                                                                                   | 316                                                       |
| عدد السكان (نسمة)                                         | 8.21 مليون                                                                                  | 465.29 ألف                                                |
| الكثافة السكانية (ن./كم²)                                 | 198.89                                                                                      | 147.24 ألف                                                |
| العاصمة                                                   | برن                                                                                         | فاليتا                                                    |
| اللغة الرسمية                                             | اللغة الألمانية، اللغة الإيطالية، لغة فرنسية، اللغة الرومانشية، الألمانية السويسرية الموحدة | اللغة المالطية، لغة إنجليزية                              |
| العملة                                                    | فرنك سويسري                                                                                 | يورو، ليرة مالطية                                         |
| الناتج المحلي الإجمالي (بليون دولار)                      | 678.89 مليار                                                                                | 12.54 مليار                                               |
| الناتج المحلي الإجمالي (تعادل القوة الشرائية) بليون دولار | 518.07 مليار                                                                                | 14.68 مليار                                               |
| الناتج المحلي الإجمالي الاسمي للفرد دولار أمريكي          | 80.94 ألف                                                                                   | 22.60 ألف                                                 |
| الناتج المحلي الإجمالي للفرد دولار أمريكي                 | 59.54 ألف                                                                                   |                                                           |
| مؤشر التنمية البشرية                                      | 0.930                                                                                       | 0.839                                                     |
| رمز المكالمات الدولي                                      | +41                                                                                         | +356                                                      |
| رمز الإنترنت                                              | .ch، .swiss ‏                                                                                | .mt                                                       |
| المنطقة الزمنية                                           | توقيت وسط أوروبا، ت ع م+01:00، ت ع م+02:00، أوروبا/زيورخ ‏                                   | توقيت وسط أوروبا، ت ع م+01:00، ت ع م+02:00، أوروبا/مالطا ‏ |

## منظمات دولية مشتركة
يشترك البلدان في عضوية مجموعة من المنظمات الدولية، منها:
| علم المنظمة | اسم المنظمة                               | تاريخ انضمام سويسرا | تاريخ انضمام مالطا |
| ----------- | ----------------------------------------- | ------------------- | ------------------ |
|             | مؤسسة التمويل الدولية                     | 29 مايو 1992        | 1 يونيو 2005       |
|             | مجموعة أستراليا                           | 1987                | 2004               |
|             | يونسكو                                    | 28 يناير 1949       | 10 فبراير 1965     |
|             | مجموعة الموردين النوويين                  | ?                   | ?                  |
|             | المركز الدولي لتسوية المنازعات الاستشارية | 14 يونيو 1968       | 3 ديسمبر 2003      |
|             | وكالة ضمان الاستثمار متعدد الأطراف        | 12 أبريل 1988       | 12 سبتمبر 1990     |
|             | منظمة حظر الأسلحة الكيميائية              | ?                   | ?                  |
|             | الاتحاد الدولي للاتصالات                  | 1866                | 1965               |
|             | الأمم المتحدة                             | 10 سبتمبر 2002      | 1 ديسمبر 1964      |
|             | منظمة الشرطة الجنائية الدولية             | ?                   | ?                  |
|             | البنك الدولي للإنشاء والتعمير             | 29 مايو 1992        | 26 سبتمبر 1983     |
|             | منظمة الأمن والتعاون في أوروبا            | 25 يونيو 1973       | 25 يونيو 1973      |
|             | الاتحاد البريدي العالمي                   | ?                   | ?                  |
|             | منظمة التجارة العالمية                    | ?                   | ?                  |
|             | الفريق المعني برصد الأرض                  | ?                   | ?                  |
|             | المنظمة الأوروبية لسلامة الملاحة الجوية   | 1992                | 1989               |
|             | مجلس أوروبا                               | ?                   | ?                  |

## وصلات خارجية
- موقع وزارة الخارجية السويسرية
- موقع وزارة الخارجية المالطية